# باتراکوتوکسین
باتراکوتوکسین (Batrachotoxin)، (به اختصار: BTX) یک آلکالوئید استروئیدی قلبی و عصبی بسیار قوی است که در گونه‌های خاصی از سوسک‌ها، پرندگان و قورباغه‌ها یافت می‌شود. این ماده، یک آلکالوئید بسیار سمی است. در برخی از قورباغه‌ها، این آلکالوئید بیشتر روی پوست جانور، وجود دارد. باتراکوتوکسین به کانال‌های سدیمی سلول‌های عصبی متصل شده و به‌طور برگشت‌ناپذیری آن‌ها را باز می‌کند و از بسته‌شدن مجدد آن‌ها جلوگیری می‌کند و در نتیجه باعث فلج و در نهایت، مرگ می‌شود. تاکنون هیچ پادزهری برای مقابله با این سم، شناسایی نشده‌است.

## درمان
در حال حاضر هیچ پادزهر مؤثری برای درمان مسمومیت با باتراکوتوکسین وجود ندارد. وراتریدین، آکونیتین و گریانوتوکسین - مانند باتراکوتوکسین - سموم محلول در چربی هستند که به‌طور مشابهی وضعیت یونی کانال‌های سدیمی را تغییر می‌دهند؛ بنابراین، احتمالاً می‌توان برای خنثی کردن باتراکوتوکسین، از روش‌های درمانی مشابهی در مسمومیت با این‌گونه سموم، استفاده کرد.

## جانوران منبع باتراکوتوکسین
باتراکوتوکسین در چهار گونه سوسک پاپوآ یافت شده‌است که همگی در خانوادهٔ گل‌خراش‌های نرم‌بال هستند.
چندین گونه از پرندگان بومی گینه نو این سم را در پوست و روی پرهای خود دارند. عفریت کلاه‌آبی، پیتویی کلاه‌دار، پیتویی کاکل‌دار، پیتویی سیاه، پیتویی زنگاری، پیتویی گونه‌گون، پیتویی راجه آمپات نمونه‌هایی از پرندگان حاوی باتراکوتوکسین هستند.
دلیل و هدف سمی بودن این پرندگان، دقیقاً مشخص نیست. وجود باتراکوتوکسین‌ها در این گونه‌ها نمونه‌ای از فرگشت هم‌گرا است. اعتقاد بر این است که این پرندگان، این سم را با خوردن حشرات حاوی باتراکوتوکسین به‌دست می‌آورند و سپس آن را از طریق پوست خود، ترشح می‌کنند.
این سم همچنین در چند گونه قورباغه کلمبیایی مانند قورباغه سمی طلایی وجود دارد). قورباغه‌ها نیز همچون پرندگان، خودشان باتراکوتوکسین تولید نمی‌کنند. درست مانند پرندگان، اعتقاد بر این است که این قورباغه‌ها این سم را با تغذیه از حشرات حاوی باتراکوتوکسین به دست می‌آورند و سپس آن را از طریق پوست، ترشح می‌کنند. تصور می‌شود که قورباغه‌های کلمبیایی، ممکن است این ماده را از گل‌خراش‌های نرم‌بال دریافت کنند که تعدادی از این سوسک‌ها در کلمبیا یافت می‌شوند. قورباغه‌هایی که در اسارت پرورش می‌یابند باتراکوتوکسین تولید نمی‌کنند.

## کاربرد
رایج‌ترین کاربرد این سم برای انسان‌ها، زهرآلود کردن دارت‌هایی جهت استفاده در شکار جانورانی چون میمون‌ها و پرندگان است. در میان ساکنان بومی غرب کلمبیا از این روش، برای شکار جانوران، استفاده می‌شود. فلج عصبی طعمه، پس از برخورد با این دارت‌ها، تقریباً آنی است.